# 襄垣站
襄垣站，位于中华人民共和国山西省长治市襄垣县古韩镇，是太焦铁路上的火车站，建于1974年，由郑州局集团长治北车站管辖。

## 歷史
- 建于1974年。

## 旅客列车目的地
自2024年10月起，每天有2班旅客列车在本站停靠。
| 目的地 | 车次 | 列车所属路局 |
| ------ | ---- | ------------ |
| 太原   | K904 | 太原局集团   |
| 九江   | K903 | 太原局集团   |

## 車站周邊
- 襄垣县气象局
- 襄垣育才学校
- 襄垣汽车站
- 襄垣农商银行大郝沟分理处